# Gare de Sèvres - Ville-d'Avray
Ne doit pas être confondu avec Gare de Sèvres-Rive-Gauche.
La gare de Sèvres - Ville-d'Avray est une gare ferroviaire française de la ligne de Paris-Saint-Lazare à Versailles-Rive-Droite, située dans la commune de Sèvres, à proximité de Ville-d'Avray (département des Hauts-de-Seine).
Ouverte le 12 septembre 1839 par la Société anonyme du chemin de fer de Paris à Saint-Cloud et Versailles, c'est aujourd'hui une gare de la Société nationale des chemins de fer français (SNCF) desservie par les trains des lignes L (réseau Paris-Saint-Lazare) et U du Transilien. Elle se situe à une distance de 16,6 km de la gare de Paris-Saint-Lazare.

## Situation ferroviaire
La gare de Sèvres - Ville-d'Avray est établie d'abord en tranchée, puis en léger remblai, à 97 mètres d'altitude, au point kilométrique 16,583 de la ligne de Paris-Saint-Lazare à Versailles-Rive-Droite. Située peu après la tête sud du tunnel de Ville-d'Avray, elle suit la gare de Saint-Cloud (située à 2 500 mètres) et précède la gare de Chaville-Rive-Droite (située à 2 000 mètres).

## Histoire
La construction de la ligne amène une profonde modification du coteau, en raison de la réalisation d'un tunnel suivi d'un profond déblai. L'aqueduc de 2,4 kilomètres de longueur qui apporte les eaux des étangs de Ville-d'Avray au parc de Saint-Cloud se situe juste au débouché du tunnel. Sa continuité est rétablie par le biais d'un ouvrage en maçonnerie de trois arches qui enjambe les deux voies ferrées. Il constitue aujourd'hui l'unique partie visible de l'aqueduc.
La gare ouvre au public le 12 septembre 1839. Elle est alors desservie par sept à huit trains par jour dans chaque sens. Le billet à destination de Paris coûte soixante centimes en semaine et un franc le dimanche.
Une passerelle métallique est installée au PK 16,620 afin de permettre une communication entre les deux quais. Elle est remplacée en 1962 par une nouvelle passerelle en béton armé et métal, exhaussée en 1974 afin de dégager le gabarit électrification par caténaire en 25 kV. Elle laisse la place en 1992 à un passage souterrain.

## Fréquentation
Le trafic montant quotidien est de 258 voyageurs en 1841, puis grimpe à 841 par jour en 1893. Il progresse légèrement et atteint 931 voyageurs en 1938, 2 649 en 1973 et enfin 3 500 voyageurs par jour en 2003.
En 2012, 3 950 voyageurs ont pris le train dans cette gare chaque jour ouvré de la semaine.
| Année         | 2015      | 2016      | 2017      | 2018      | 2019      | 2020    | 2021      | 2022      | 2023      |
| ------------- | --------- | --------- | --------- | --------- | --------- | ------- | --------- | --------- | --------- |
| Fréquentation | 2 063 088 | 2 413 013 | 2 500 917 | 2 544 443 | 2 607 842 | 775 329 | 2 383 399 | 2 602 668 | 2 541 794 |

## Service des voyageurs

### Accueil
En 2010, un guichet est ouvert tous les jours de 6 h 30 à 1 h 40. Il dispose de boucles magnétiques pour personnes malentendantes.
Des automates Transilien et grandes lignes sont disponibles.
Un magasin de presse Relay est présent dans le hall, ainsi que des distributeurs de boissons ou friandises. Deux parcs relais payants de 16 et 18 places sont aménagés pour les véhicules.
La gare n'est pas accessible aux utilisateurs de fauteuils roulants (UFR).

### Desserte

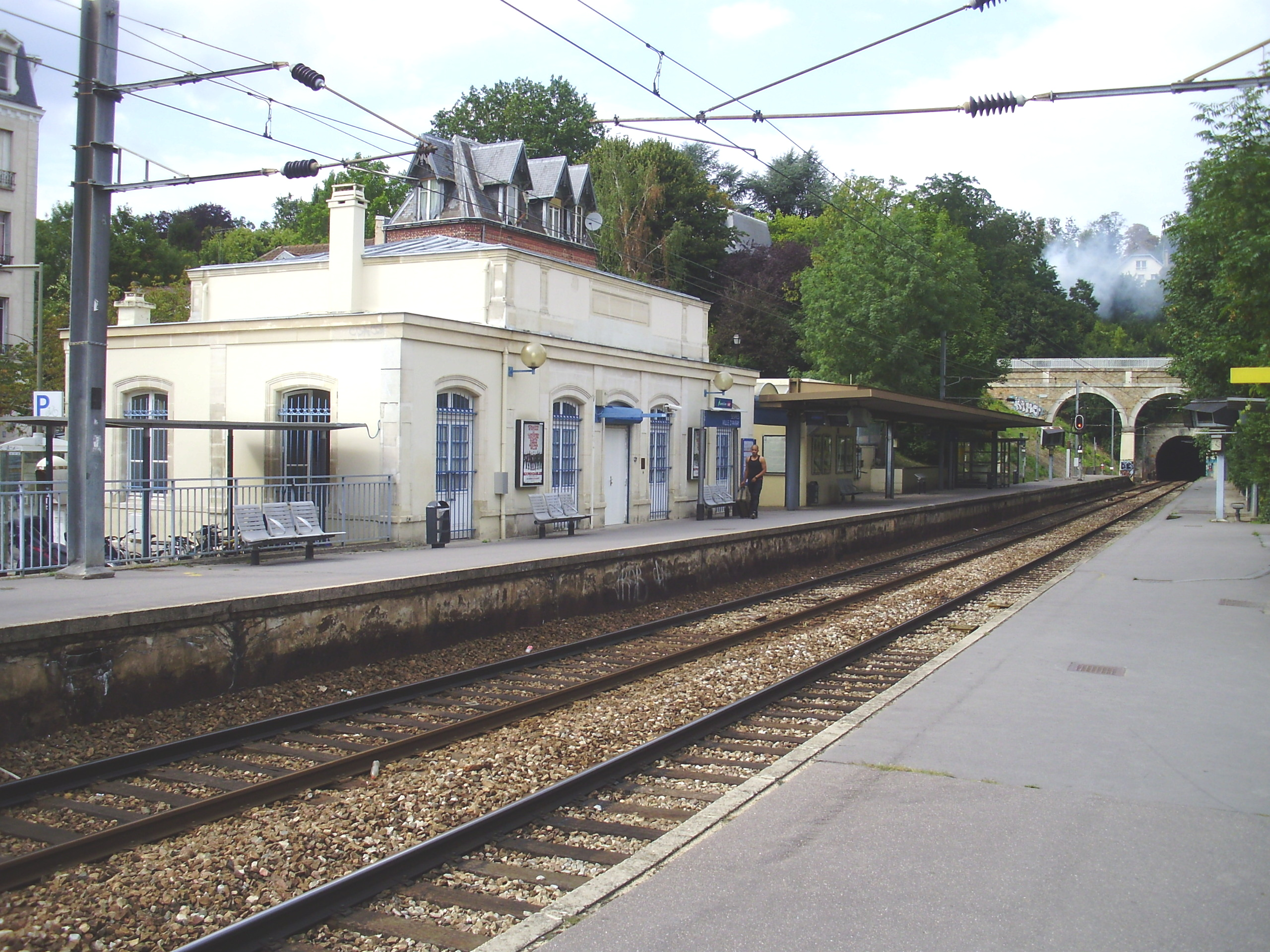
Bâtiment de la gare, vu depuis le quai pour Versailles.

La gare de Sèvres - Ville d'Avray est desservie par les trains du réseau Transilien Paris Saint-Lazare (ligne L) desservant la ligne de Versailles-Rive-Droite, à raison (par sens) d'un train toutes les 15 minutes aux heures creuses, de 6 trains par heure aux heures de pointe et d'un train toutes les 30 minutes en soirée. 
Les trains sont généralement semi-directs de Paris-Saint-Lazare à Saint-Cloud avec un arrêt à la Défense puis omnibus jusqu'à Versailles-Rive-Droite.
Jusqu'au 12 décembre 2015, pour prendre la direction de La Verrière, un changement de train est nécessaire en gare de Saint-Cloud à moins de se rendre en gare de Sèvres-Rive-Gauche et de prendre un train de la ligne N du Transilien en direction de Rambouillet.
À partir du 13 décembre 2015, la gare est desservie par les trains de la ligne U à raison d'un train toutes les 15 minutes aux heures de pointe, d'un train toutes les 30 minutes aux heures creuses ainsi que le dimanche et d'un train toutes les heures en soirée.

### Intermodalité
La gare est desservie par la ligne 426 du réseau de bus RATP et par les lignes 469 et GPSO Bus des lignes de bus Grand Paris Seine Ouest.

## Dans la culture
La gare et ses environs apparaissent plusieurs fois dans le film Les Dimanches de Ville-d'Avray (1962) de Serge Bourguignon.

## Galerie de photographies

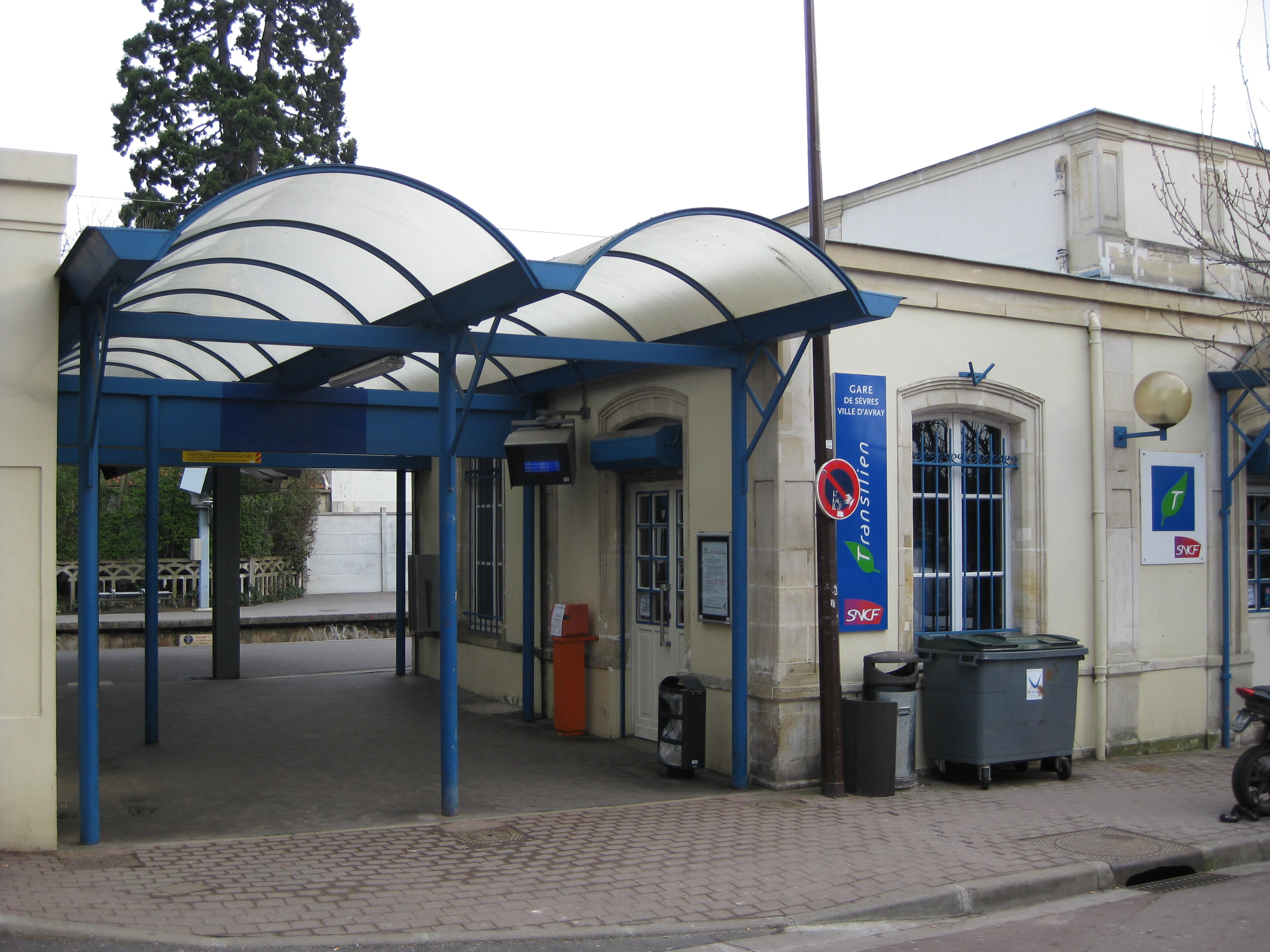
Passage direct entre la place Pierre-Brossolette et le quai pour Paris.
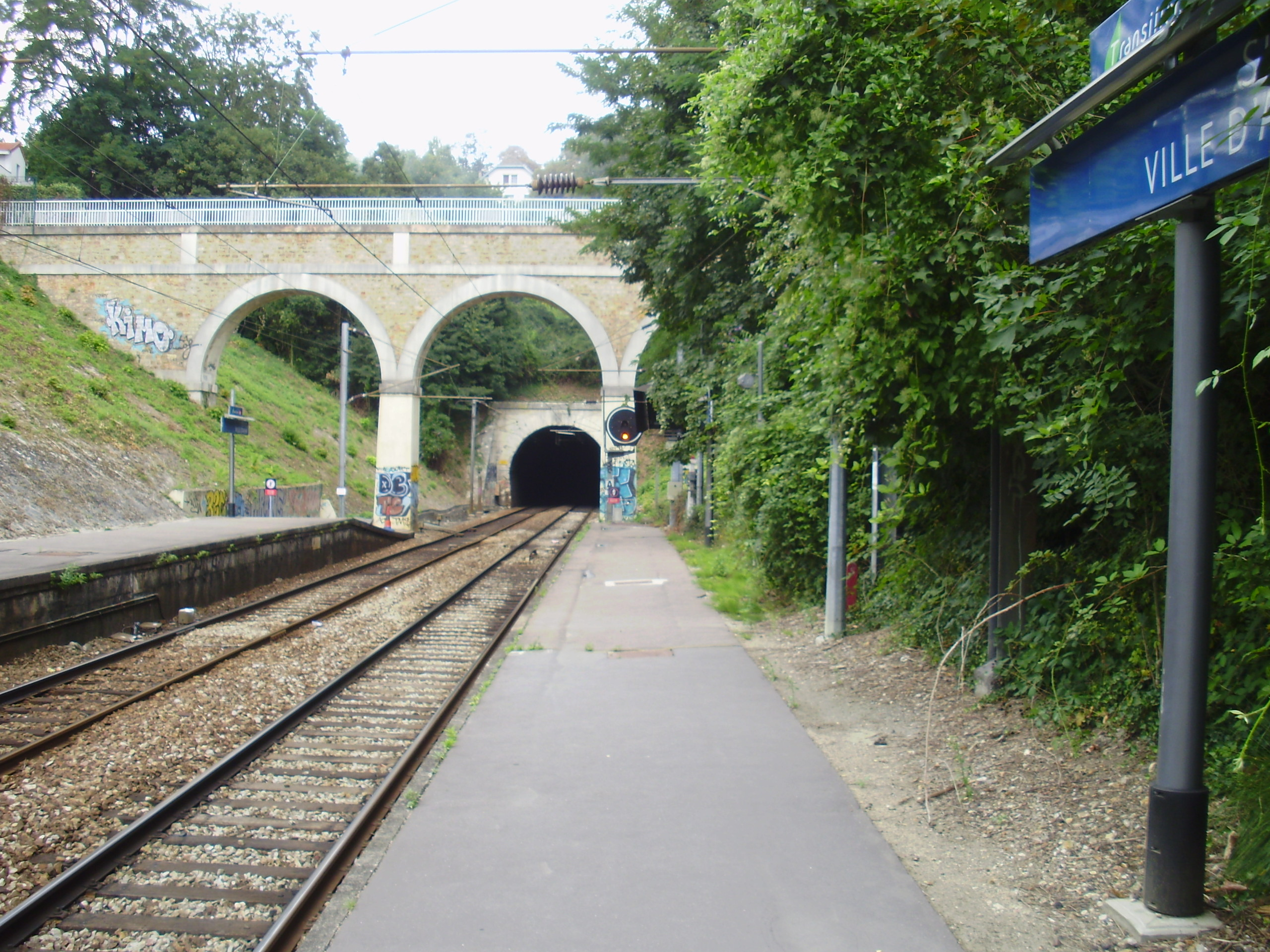
L'aqueduc et l'entrée sud du tunnel de Ville-d'Avray vus depuis les quais.
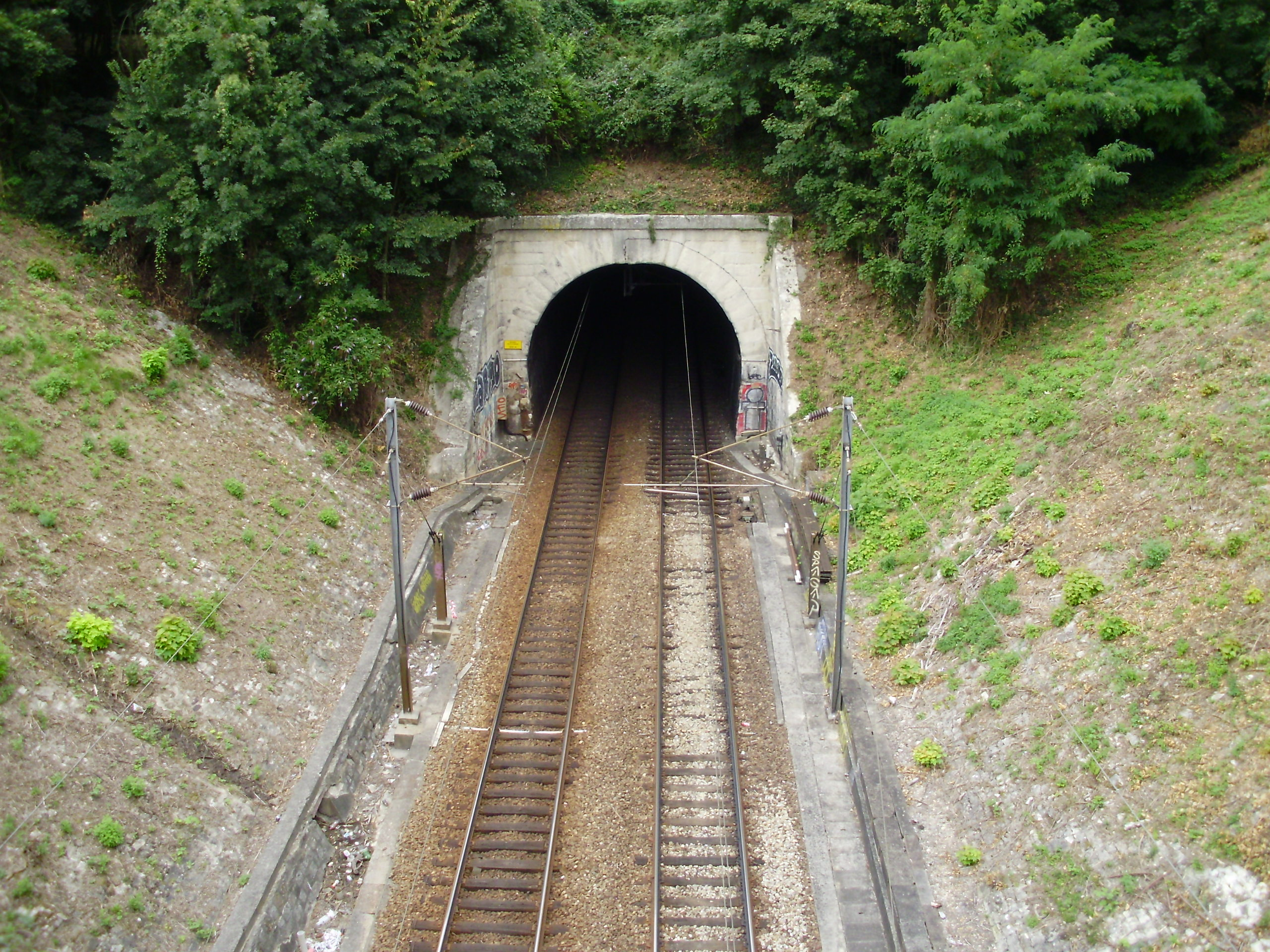
Entrée sud du tunnel de Ville-d'Avray au nord de la gare.
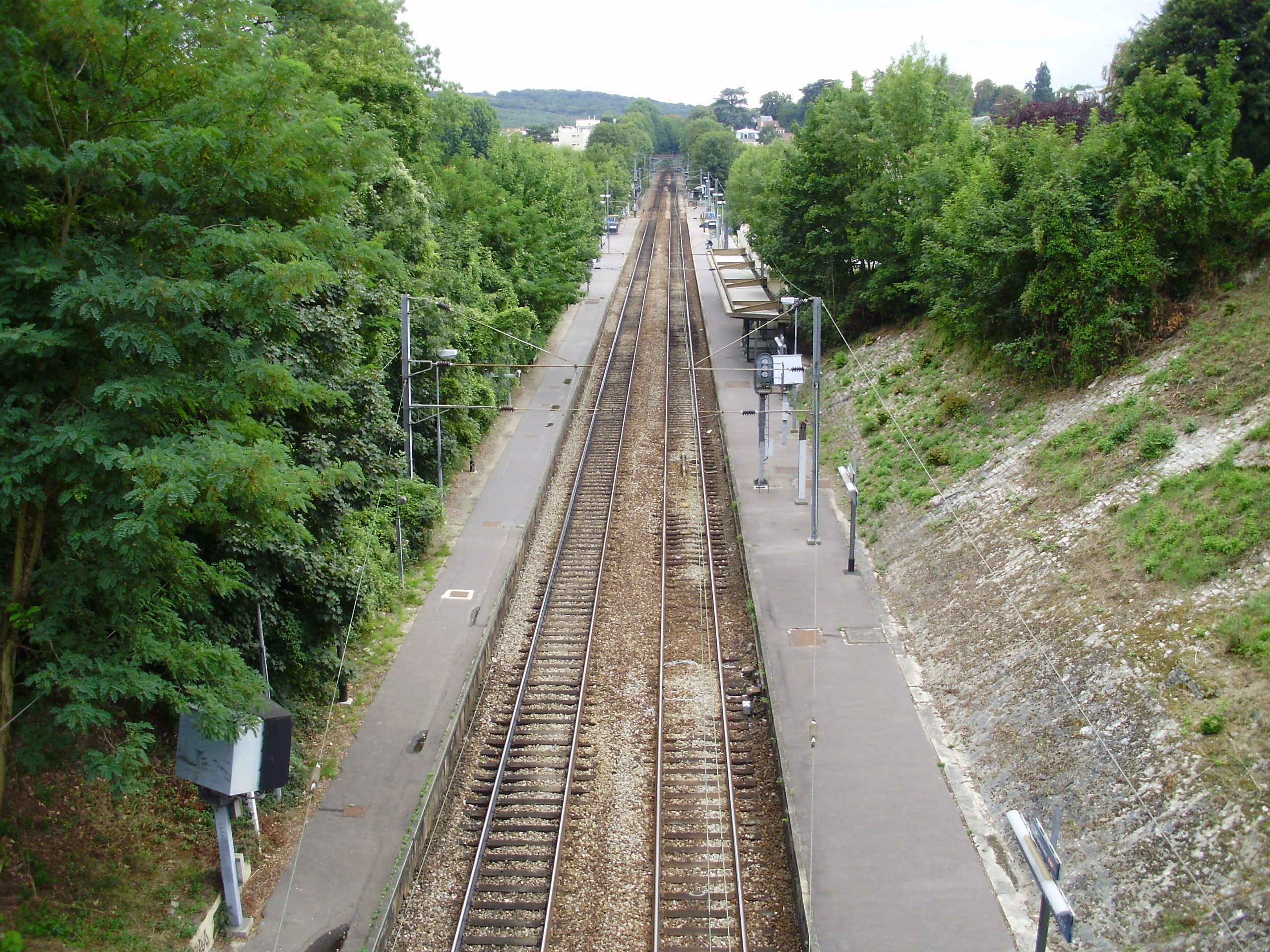
Vue en direction du sud – Versailles – depuis une passerelle publique pour piétons en dehors du domaine ferroviaire.